# Rhytiphora mac-leayi
Rhytiphora mac-leayi là một loài bọ cánh cứng trong họ Cerambycidae.